# Дженретлен
Дженретлен (Джинретлен, Джэнрэтлен) — скалистый мыс на северо-восточном побережье Чукотского моря, западнее лагуны Нэскэнпильгын, в 30 км от посёлка Нешкан.
Относится к территории Чукотского района Чукотского автономного округа.

## Исторические сведения
Мыс назван Jinretlen и нанесён на карту экспедицией Норденшельда на корабле «Вега», которые зимовали в этом месте в 1878—1879 гг. В 1930-х гг. здесь была организована полярная станция, которую в 1943 году перенесли на остров Колючин. У обрывистого берега мыса был установлен навигационный световой знак.

## Орнитофауна
На мысе гнездятся небольшие колонии морских птиц — берингова баклана, крупных чаек, чистика.

## Культурное наследие
Непосредственно на мысе Дженретлен находится одноимённый историко-культурный комплекс, датируемый
концом I тысячелетия до нашей эры — серединой II тысячелетия нашей эры.